# War to End All Wars
War to End All Wars es un álbum de estudio del guitarrista sueco Yngwie Malmsteen, lanzado el 7 de noviembre del 2000 por el sello Pony Canyon en Japón, y Spitfire Records en Estados Unidos. El cantante Mark Boals retorna a la agrupación para la grabación de este disco.

## Lista de canciones
| N.º | Título                     | Letras              | Música    | Duración |  |
| 1.  | «Prophet of Doom»          | Yngwie J. Malmsteen | Malmsteen | 5:31     |  |
| 2.  | «Crucify»                  | Malmsteen           | Malmsteen | 6:44     |  |
| 3.  | «Bad Reputation»           | Malmsteen           | Malmsteen | 4:53     |  |
| 4.  | «Catch 22»                 | Malmsteen           | Malmsteen | 4:13     |  |
| 5.  | «Masquerade»               | Malmsteen           | Malmsteen | 4:54     |  |
| 6.  | «Molto Arpeggiosa»         | (instrumental)      | Malmsteen | 4:14     |  |
| 7.  | «Miracle of Life»          | Malmsteen           | Malmsteen | 5:39     |  |
| 8.  | «The Wizard»               | Malmsteen           | Malmsteen | 5:19     |  |
| 9.  | «Preludium»                | (instrumental)      | Malmsteen | 2:26     |  |
| 10. | «Wild One»                 | Malmsteen           | Malmsteen | 5:46     |  |
| 11. | «Tarot»                    | Malmsteen           | Malmsteen | 5:38     |  |
| 12. | «InstruMental Institution» | (instrumental)      | Malmsteen | 3:56     |  |
| 13. | «War to End All Wars»      | Malmsteen           | Malmsteen | 4:15     |  |

### Bonus tracks (Japón)
| N.º | Título                   | Letras         | Música    | Duración |  |
| 14. | «Treasure from the East» | (instrumental) | Malmsteen | 3:52     |  |
| 15. | «Requiem»                | (instrumental) | Malmsteen | 4:03     |  |

### Bonus track (EE. UU. y Europa)
| N.º | Título                      | Letras        | Música        | Duración |  |
| 14. | «Black Sheep of the Family» | Steve Hammond | Steve Hammond | 2:17     |  |

## Personal
- Yngwie J. Malmsteen	 - 	Guitarra
- Mats Olausson	 - 	Teclado
- Mark Boals	 - 	Voz
- John Macaluso	 - 	Batería